# Economiesuisse
Economiesuisse (Marke: economiesuisse) ist ein Dachverband der Schweizer Wirtschaft. Er ist die grösste Dachorganisation der Schweizer Wirtschaft. Mitglieder von Economiesuisse sind 100 Branchenverbände, 20 kantonale Handelskammern sowie 42 Einzelfirmen.

## Geschichte
Die Gründung erfolgte am 15. September 2000 in Lausanne. Als Verband der Schweizer Unternehmen entstand sie aus dem Schweizerischen Handels- und Industrieverein (Vorort)
und der wf, Gesellschaft zur Förderung der schweizerischen Wirtschaft, bekannt als Wirtschaftsförderung oder wf. Der Name ist zusammengesetzt aus den französischen Wörtern «économie» (Wirtschaft) und «suisse» (schweizerisch).

## Organisation
Die Organisation versteht sich als Interessenvertreter der Wirtschaft im politischen Prozess, sie vertritt die angeschlossenen Mitglieder sowohl auf nationaler als auch auf internationaler Ebene. Als Lobby-Organisation versucht Economiesuisse Einfluss auf das Parlament auszuüben. Klassischerweise vertritt der Verband dabei wirtschaftsliberale Anliegen: mehr Eigenverantwortung, weniger Sozialstaat, freier Handel, tiefere Steuern, weniger Eingriffe durch den Staat.
Präsident ist seit 1. Oktober 2020 Christoph Mäder, er löste Heinz Karrer  ab. Vorgänger von Karrer waren Rudolf Wehrli und Gerold Bührer. Direktor war bis am 18. Juni 2013 Pascal Gentinetta, seit September 2014 ist Monika Rühl Direktorin.
Bearbeitet werden nach eigenen Angaben folgende Themen:
- Allgemeine Wirtschaftspolitik
- Aussenwirtschaft
- Steuern
- Finanzen
- Infrastrukturen
- Energie und Umwelt
- Bildung
- Regulatorisches
- Wettbewerb

Die klassischen Fragen der Sozialpartnerschaft werden vom Schweizerischen Arbeitgeberverband thematisiert.